# Thiébaut II de Bar
Pour les articles homonymes, voir Thiébault et Thiébaut de Bar.
Thiébaut II de Bar, né vers 1221, mort en 1291, est comte de Bar (Bar-le-Duc) de 1240 à 1291. Il est le fils de Henri II, comte de Bar, et de Philippa de Dreux.

## Biographie
Il se prénomme Theobaldus en latin, Thiebaut ou Thibaut en ancien français, Theobald en langue tudesque. Il est acclamé comte de Bar le 13 novembre 1239. La nouvelle de la mort de son père, tué en Terre sainte, n'arrive dans le Barrois qu'au début de 1240. Comme il est mineur en droit d'héritage, sa mère est régente jusqu'au 17 mars 1242. 
Profitant de sa jeunesse, le duc de Lorraine Mathieu II cherche à récupérer ce qu'Henri II de Bar lui avait enlevé, et commença à lever des troupes et mettre en place des garnisons, sans toutefois engager la guerre. Thiébaut fit édifier à la frontière des duchés, près de Neufchâteau, une motte castrale sur le site de Saint-Hilairemont qui, devenue La Mothe-en-Bassigny, deviendra une cité et une citadelle de première importance. Mathieu et Thiébaut parvinrent à se mettre d'accord par un traité signé le 23 juillet 1245. Ce traité ouvrit l'ère d'une collaboration et de paix entre les deux pays voisins. Cette paix dura plusieurs décennies, malgré un litige vers 1256 au sujet de la forteresse de Saint-Hilairemont, proche de Neufchâteau.
En 1251, Thiébaut II se trouve engagé dans le conflit de succession des comtés de Hainaut et de Flandre, autant par solidarité politique de noble maison que par défense d'honneur familial, avec le parti flamand de Guy de Dampierre, dont sa propre épouse Jeanne est la sœur. L'armée du comté de Bar, renforcée par une armée lorraine conduite par Henri Ier de Vaudémont, renforce l'armée flamande des Dampierre. Mais les troupes réunies sont battues le 4 juillet 1253 à la bataille de Westkapelle par l'armée du roi des Romains et comte de Hollande, Guillaume allié opportuniste de la maison révoltée d'Avesnes.
Thiébaut et son beau-frère Guy sont faits prisonniers sur le champ de bataille. Thibaut sur l'intervention du duc de Brabant Henri, le débonnaire cousin du roi des Romains, resté neutre dans le conflit, n'est libéré qu’en septembre 1254 après paiement de rançons alors que Guy croupit dans les geôles de Hollande pendant trois années. Les contemporains de Thibaut ont raconté la métamorphose du comte prisonnier accablé d'ennuis en poète raffiné pendant sa longue captivité. Il compose à l'adresse de cinq personnages un long poème de 35 vers décasyllabiques en cinq couplets.
Thiébaut II de Bar eut quelques conflits avec Thibaut V, comte de Champagne, en 1258, 1265 et en 1269. Il signe la charte d'affranchisement qui fonde la ville de Pont-à-Mousson le 21 avril 1261. Thibaut V meurt en 1270, et Thiébaut II de Bar fait la paix avec son successeur, Henri III. Ce dernier meurt à son tour en 1274, laissant une fille Jeanne, qui épouse en 1284 l'héritier du royaume de France, lequel devient roi l'année suivante sous le nom de Philippe IV le Bel. Cela place le Barrois dans le voisinage immédiat du domaine royal, un voisin particulièrement puissant.
Pendant son règne, profitant de l'essor démographique du XIIIe siècle Thibaut II fonde dans ses états plusieurs villes, soit en collaboration avec des abbayes, soit avec ses vassaux.

## Mariages et enfants
Thiébaut II épouse en premières noces en 1243 Jeanne de Dampierre, fille de Guillaume, seigneur de Dampierre et vicomte de Troyes, et de Marguerite, comtesse de Flandre.
Veuf, et sans enfants, il se remarie en 1266 avec Jeanne de Toucy, dame de la Puisaye (région aux confins du Gâtinais, du Giennois et de la Bourgogne), fille de Jean de Toucy et d'Emma de Laval, et a :
- Henri III (1259 † 1302), comte de Bar ;
- Jean († 1317), seigneur de Puisaye ;
- Thiébaut († 1312), évêque de Liège ;
- Renaud († 1316), évêque de Metz ;
- Érard († v. 1336), seigneur de Pierrepont et d'Ancerville, marié à Isabelle de Lorraine († 1353 ; fille du duc Thiébaud II et petite-fille de Ferry III) : Postérité, dont Thibaut de Bar, seigneur de Pierrepont, († 1354), x 1342 Marie de Namur ;
- Pierre († av. 1349), seigneur de Pierrefort, marié à Jeanne de Vienne (fille d'Hugues V de Seurre et Lons, et de Gillette de Longwy) ; puis à Eléonore de Poitiers, fille de Aymar IV de Valentinois. De sa première femme, il a : Gillette ou Gille ou Gisèle († vers 1360 ; x Jean IV de Sarrebruck de Commercy), et Jeannette (x Walram II de Deux-Ponts) ;
- Philippa († 1290), mariée en 1263 avec Othon IV, comte de Bourgogne ;
- Alix († 1307), mariée vers 1278 à Matthieu de Lorraine († 1282), seigneur de Beauregard, fils du duc Ferry III ;
- Marie († 1333), mariée à Gobert VIII d'Aspremont († 1302) ;
- Isabelle, citée en 1295, abbesse de l'abbaye Saint-Pierre d'Avenay-Val-d'Or (1248-1274)[3] ;
- Yolande, morte jeune ;
- Marguerite, abbesse de Saint-Maur de Verdun (abbaye bénédictine).

## Sources et bibliographie
- Georges Poull, La Maison souveraine et ducale de Bar, 1994 [détail de l’édition].
- Robert Sabatier, Histoire de la poésie française, Poésie du Moyen-Age, volume 1, Éditeur Albin Michel, 1975, 400 pages  (ISBN 9782226198334). En particulier, page 319.